# Laila Traby
Laila Traby (sinh ngày 26 tháng 3 năm 1979) là một vận động viên người Pháp. Cô đã giành được huy chương đồng tại Giải vô địch châu Âu 2014 ở Zürich trong nội dung 10.000 mét. Ba tháng sau chức vô địch, cô được cảnh sát tìm thấy với EPO trong căn hộ của mình khi đang tập luyện ở Pyrenees. Sau đó cô đã trải qua một bài kiểm tra doping.
Traby bắt đầu sự nghiệp thể thao của mình tại Viện Thể thao ở Rabat. Cô cho biết nguồn gốc Sahrawi của cô đã không cho phép cô tiến bộ ở đất nước sinh ra. Cô cáo buộc Liên đoàn điền kinh Ma-rốc đã tước quyền lựa chọn của cô cho Thế vận hội Pan Arab năm 2004 bằng cách thêm một giây vào thời gian vòng loại của cô. Cô di cư sang Pháp, không có giấy tờ, năm 2005 và được nhập tịch vào năm 2013.
Sự nghiệp của anh thực sự bắt đầu vào năm 2013, khi cô giành được huy chương bạc đồng đội tại Giải vô địch quốc gia châu Âu 2013.
Trong vòng một năm, cô đã làm mọi người ngạc nhiên khi cải thiện gần ba phút kỷ lục của mình hơn 10 km, từ 34 phút 36 giây đến 31 phút 56 giây..
Năm 2014, cô đã giành được danh hiệu vô địch của Pháp trong 5000 m. Một tháng sau, tại Giải vô địch điền kinh châu Âu, cô đã giành huy chương đồng ở nội dung 10.000 m.
Vào ngày 7 tháng 11, cảnh sát đã đột kích vào căn hộ bị Traby chiếm giữ nơi cô sống trong thời gian thực tập tại Font-Romeu, một nơi đào tạo độ cao cho những người chạy bộ từ xa Pháp. Một số ống và ống tiêm EPO được để trong tủ lạnh. Theo Le Monde, vận động viên sẽ không nói cô là Traby, trước khi bắt đầu chỉ nói bằng tiếng Ả Rập và từ chối ký bất kỳ giấy tờ nào. Điều này đã dẫn cảnh sát đến nơi giam giữ cô. Một xét nghiệm máu đã xác nhận sự hiện diện của EPO trong cơ thể cô. Cô nói rằng cô là "nạn nhân của một âm mưu", vì EPO không thể được tiêm bằng cách tiêm tĩnh mạch.
Vào ngày 18 tháng 5 năm 2015, cô đã bị Cơ quan Pháp đình chỉ ba năm vì doping.

## Thành tích cá nhân tốt nhất[10]
- 800 m: 2: 03,27, ngày 7 tháng 7 năm 2004, Rabat
- 1500 m: 4: 11,31, ngày 12 tháng 7 năm 2009, Tanger
- 3000 m: 9: 22,66, ngày 6 tháng 5 năm 2012, Martigues
- 5000 m: 15: 48,23, ngày 22 tháng 6 năm 2014, Braunschweig
- 10000 m: 32: 26,03, ngày 12 tháng 8 năm 2014, Zürich